# Jalen N’Gonda

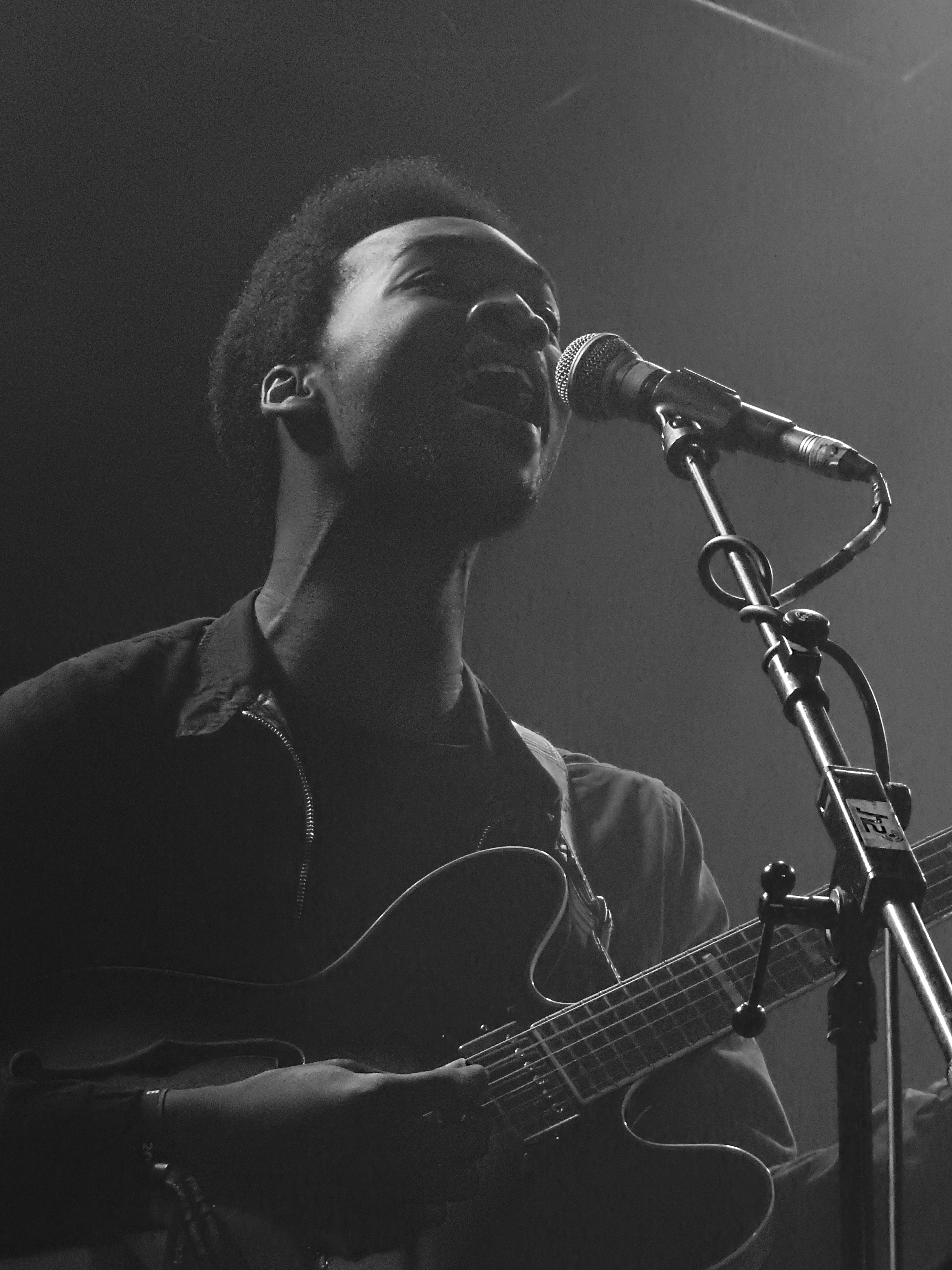
Jalen N'Gonda, Spiegeltent, Brighton (Great Escape 2016).

Jalen N’Gonda (eigentlich Jalen Putteho Ngonda; * um 1994 in Maryland, Vereinigte Staaten) ist ein US-amerikanischer Soulsänger und Songwriter, dessen Stimme und der Sound seiner Lieder mit denen von Marvin Gaye verglichen werden.

## Leben
Im Alter von elf Jahren begann N’Gonda, sich mit Musik zu beschäftigen. Inspiriert wurde er dabei von der Schallplattensammlung seines Vaters, die viele Tonträger aus den Bereichen Jazz, Hip-Hop und Soul enthielt. Seit seinem Umzug nach Liverpool im Jahr 2014 spielte er Konzerte vor allem im Vereinigten Königreich aber auch darüber hinaus. 2016 hatte N’Gonda bereits ausverkaufte Shows als Headliner in London und Genf. Mit seiner Debütsingle stieg er kürzlich in die Viralen Charts ein und unterstützt in Tourbands Künstlerinnen wie Laura Mvula, Martha Reeves und Lauryn Hill beispielsweise beim Montreal Jazz Festival. Am 8. September 2023 wurde sein Debütalbum Come Around And Love Me veröffentlicht.

## Diskografie

### Singles & EPs
- 2016: Holler (When You Call My Name)
- 2017: Why I Try
- 2017: I Need You
- 2017: I Need You (Piano Version)
- 2018: Talking About Mary (EP)
- 2018: I Guess That Makes Me A Loser
- 2018: We Fell Out Of Love
- 2022: Just Like You Used To / What A Difference She Made
- 2023: If You Don’t Want My Love
- 2023: Come Around And Love Me / What Is Left To Do
- 2024: Illusions
- 2024: Here To Stay

### Alben
- 2023: Come Around And Love Me